# Set the Night to Music
| Оценки критиков               | Оценки критиков |
| Источник                      | Оценка          |
| ----------------------------- | --------------- |
| AllMusic                      | [ 1 ]           |
| Encyclopedia of Popular Music | [ 2 ]           |

Set the Night to Music — тринадцатый студийный альбом американской певицы Роберты Флэк, выпущенный в 1991 году на лейбле Atlantic Records. Продюсером записи стали Ариф Мардин и Ахмед Эртегюн.
Песня «Set the Night to Music», записанная в дуэте с Макси Пристом, была выпущена в качестве лид-сингла и смогла достичь 6 места в чарте Billboard Hot 100, 2 места в чарте Adult Contemporary, а также возглавила канадское отделение чарта Adult Contemporary. Альбом занял 110 место Billboard 200.

## Список композиций
| №   | Название                                         | Автор(ы)                                   | Длительность |
| --- | ------------------------------------------------ | ------------------------------------------ | ------------ |
| 1.  | «The Waiting Game»                               | Клод Годетт, Алан Рой Скотт                | 4:40         |
| 2.  | «Set The Night To Music» (Duet with Maxi Priest) | Дайан Уоррен                               | 5:23         |
| 3.  | «When Someone Tears Your Heart In Two»           | Боб Гаудио, Мадлен Стоун                   | 4:06         |
| 4.  | «Something Your Heart Has Been Telling Me»       | Бетт Мидлер, Роберт Крафт, Барри Рейнольдс | 4:55         |
| 5.  | «You Make Me Feel Brand New»                     | Томас Белл, Линда Крид                     | 5:02         |
| 6.  | «Unforgettable» (Duet with Mark Stevens)         | Ирвин Гордон, Ариф Мардин                  | 5:30         |
| 7.  | «Summertime»                                     | Шерон Робинсон, Леонард Коэн               | 4:23         |
| 8.  | «Natural Thing»                                  | Джерри Барнс, Катриз Барнс                 | 4:40         |
| 9.  | «My Foolish Heart»                               | Нед Вашингтон, Виктор Янг                  | 4:42         |
| 10. | «Friend»                                         | Джерри Барнс, Катриз Барнс                 | 3:01         |
| 11. | «Always»                                         | Ирвин Берлин, Роберта Флэк, Барри Майлс    | 4:36         |

## Чарты
| Чарт (1991)         | Пиковая позиция |
| ------------------- | --------------- |
| США (Billboard 200) | 110             |